# Douglas Spencer
Douglas Spencer, alla nascita William Henry Mesenkop (Princeton, 10 febbraio 1910 – Los Angeles, 6 ottobre 1960), è stato un attore statunitense.

## Biografia
Figlio di William Lewis Mesenkop e di Grace Beerus Evarts, nonché fratello del tecnico del suono Louis Mesenkop, dopo aver iniziato a recitare in teatro (in Blood on the Moon di Claire e Paul Sifton, diretto da Lucille Ryson, al Mayan theatre di Los Angeles) e al cinema come controfigura e generico a partire dal 1939, iniziò ad ottenere parti più consistenti a partire dal 1945.
Calvo e allampanato, nelle pellicole che interpretò era solitamente un medico oppure un giornalista: tra i film si citano Il tempo si è fermato (1948), La cosa da un altro mondo (1951), dove ebbe il ruolo di Ned Scott, Il magnifico scherzo con Marilyn Monroe, Ginger Rogers e Cary Grant (1952), il classico western Il cavaliere della valle solitaria con Alan Ladd (1953), il thriller Il muro di vetro e Il mago Houdini (1953). A partire dal 1953 comparve in episodi di diverse serie televisive, tra le quali Bonanza e Ai confini della realtà, nel suo ultimo ruolo, presentato postumo.
Morì nell'ottobre del 1960 a 50 anni per complicazioni legate al diabete.

## Filmografia

### Cinema
- La via dei giganti (Union Pacific), regia di Cecil B. De Mille (1939)
- The Day the Bookies Wept (1939)
- Il primo ribelle (Allegheny Uprising), regia di William A. Seiter (1939)
- Il ponte dell'amore (Lucky Partners), regia di Lewis Milestone (1940)
- Men Against the Sky (1940)
- I'm Still Alive (1940)
- Un colpo di fortuna (Christmas in July), regia di Preston Sturges (1940)
- Little Nellie Kelly (1940)
- Million Dollar Baby, regia di Curtis Bernhardt (1941)
- Hurry, Charlie, Hurry (1941)
- Lady Scarface (1941)
- The Mexican Spitfire's Baby (1941)
- A Date with the Falcon (1942)
- Call Out the Marines (1942)
- The Mayor of 44th Street (1942)
- Fall In (1942)
- Sua Altezza è innamorata (Princess O'Rourke), regia di Norman Krasna (1943)
- Un fidanzato per due (And the Angel Sing), regia di George Marshall (1943)
- La fiamma del peccato (Double Indennity), regia di Billy Wilder (1944)
- Bionda incendiaria (Incendiary Blonde), regia di George Marshall (1945)
- Giorni perduti (The Lost Weekend), regia di Billy Wilder (1945)
- Kitty, regia di Mitchell Leisen (1945)
- Il grattacielo tragico (The Dark Corner), regia di Henry Hathaway (1946)
- Il vendicatore silenzioso (Smoky), regia di Louis King (1946)
- Il ritorno di Montecristo (The Return of Montecristo), regia di Henry Levin (1946)
- La figlia del pirata (Adventure Island), regia di Sam Newfield (1947)
- Il tempo si è fermato (The Big Clock), regia di John Farrow (1948)
- Filibustieri in gonnella (The Sainted Sisters), regia di William D. Russell (1948)
- La notte ha mille occhi (Night Has a Thousand Eyes), regia di John Farrow (1948)
- Il verdetto (Sealed Verdict), regia di Lewis Allen (1948)
- La sconfitta di Satana (Alias Nick Beal), regia di John Farrow (1949)
- La maschera dei Borgia (Bride of Vengeance), regia di Mitchell Leisen (1949)
- Quando torna primavera (It Happens Every Spring), regia di Lloyd Bacon (1949)
- Seguimi in silenzio (Follow Me Quietly), regia di Richard Fleischer (1949)
- The Great Dan Patch, regia di Joseph M. Newman (1949)
- La pietra dello scandalo (Top o' the Morning), regia di David Miller (1949)
- Ho sposato un demonio (Red, Hot and Blue), regia di John Farrow (1949)
- Trapped, regia di Richard Fleischer (1949)
- La mia amica Irma (My Friend Irma), regia di George Marshall (1949)
- L'ereditiera (The Heiress), regia di William Wyler (1949)
- Ultimatum a Chicago (Chicago Deadline), regia di Lewis Allen (1949)
- Sansone e Dalila (Samson and Delilah), regia di Cecil B. De Mille (1949)
- La mia vita per tuo figlio (Paid in Full), regia di William Dieterle (1950)
- Il padre della sposa (Father of the Bride), regia di Vincente Minnelli (1950)
- L'ultima preda (Union Station), regia di Rudolph Maté (1950)
- Il segreto del carcerato (Southside One-Thousand), regia di Boris Ingster (1950)
- The Goldbergs, regia di Walter Hart (1950)
- Il ratto delle zitelle (The Lemon Drop Kid), regia di Sidney Lanfield (1951)
- Il messaggio del rinnegato (The Redhead and the Cowboy), regia di Leslie Fenton (1951)
- Un posto al sole (A Place in the Sun), regia di George Stevens (1951)
- La cosa da un altro mondo (The Thing from Another World), regia di Christian Nyby e Howard Hawks (1951)
- Sentiero di guerra (Warpath), regia di Byron Haskin (1951)
- Alcool (Come Fill the Cup), regia di Gordon Douglas (1951)
- Perdonami se ho peccato (Something to Live for), regia di George Stevens (1952)
- La frontiera indomita (Untamed Frontier), regia di Hugo Fregonese (1952)
- Il magnifico scherzo (Monkey Business), regia di Howard Hawks (1952)
- Virginia, dieci in amore (She's Back on Broadway), regia di Gordon Douglas (1953)
- Il muro di vetro (The Glass Wall), regia di Maxwell Shane (1953)
- L'irresistibile Mr. John (Trouble Along the Way), regia di Michael Curtiz (1953)
- Il cavaliere della valle solitaria (Shane), regia di George Stevens (1953)
- Il mago Houdini (Houdini), regia di George Marshall (1953)
- La magnifica preda (River of No Return), regia di Otto Preminger (1954)
- La spia dei ribelli (The Raid), regia di Hugo Fregonese (1954)
- Segnale di fumo (Smoke Signal), regia di Jerry Hopper (1955)
- Cittadino dello spazio (This Island Earth), regia di Joseph Newman e Jack Arnold (1955)
- Il kentuckiano (The Kentuckian), regia di Burt Lancaster (1955)
- Gli ostaggi (A Man Alone), regia di Ray Milland (1955)
- La soglia dell'inferno (The Bold and the Brave), regia di Lewis R. Foster (1956)
- Mezzogiorno di... fifa (Pardners), regia di Norman Taurog (1956)
- La pistola non basta (Man from Del Rio), regia di Harry Horner (1956)
- Le avventure e gli amori di Omar Khayyam (Omar Khayyam), regia di William Dieterle (1957)
- La donna dai tre volti (The Three Faces of Eve), regia di Nunnally Johnson (1957)
- Furia infernale (The Unholy Wife), regia di John Farrow (1957)
- Scorciatoia per l'inferno (Short Cut to Hell), regia di James Cagney (1957)
- Lo sperone insanguinato (Saddle the Wind), regia di Robert Parrish (1958)
- Cole il fuorilegge (Cole Younger, Gunfighter), regia di R.G. Springsteen (1958)
- Il diario di Anna Frank (The Diary of Anna Frank), regia di George Stevens (1959)
- Desiderio nel sole (The Sins of Rachel Case), regia di Gordon Douglas (1961) – postumo

### Televisione
- Lux Video Theatre - serie TV, 2 episodi (1953-1955)
- Meet Mr. McNutley - serie TV, un episodio (1955)
- TV Reader's Digest – serie TV, episodio 1x11 (1955)
- Jane Wyman Presents the Fireside Theatre - serie TV, un episodio (1955)
- Studio 57 - serie TV, 2 episodi (1955-1957)
- The Millionaire - serie TV, un episodio (1956)
- Broken Arrow - serie TV, un episodio (1957)
- Wire Service – serie TV, episodio 1x21 (1957)
- Cheyenne - serie TV, un episodio (1957)
- The Rifleman - serie TV, un episodio (1959)
- Bonanza - serie TV, episodio 1x19 (1960)
- Tales of Wells Fargo - serie TV, un episodio (1960)
- The Rebel - serie TV, un episodio (1960)
- The Best of the Post – serie TV, episodio 1x09 (1960)
- Ai confini della realtà (The Twilight Zone) – serie TV, episodio 2x19 (1961)

## Doppiatori italiani
Nelle versioni in italiano dei suoi film, Douglas Spencer è stato doppiato da:
- Cesare Polacco in Il tempo si è fermato, Il messaggio del rinnegato, Un posto al sole, Il mago Houdini
- Manlio Busoni in La sconfitta di Satana, Il magnifico scherzo
- Giorgio Capecchi in La frontiera indomita, Cittadino dello spazio
- Lauro Gazzolo in Il cavaliere della valle solitaria, La magnifica preda
- Bruno Persa in Il diario di Anna Frank[1], Desiderio nel sole
- Emilio Cigoli in La cosa da un altro mondo
- Gualtiero De Angelis in La spia dei ribelli
- Cesare Fantoni in Lo sperone insanguinato